# Rio Cowlitz
O rio Cowlitz é um rio no estado de Washington nos Estados Unidos da América, um afluente do rio Columbia. Seus afluentes banham uma grande região incluindo as encostas do Monte Rainier, Monte Adams e Monte Santa Helena.
O Cowlitz tem uma bacia hidrográfica de 4017,6 km², localizada entre a Cordilheira das Cascatas, no lado oriental do Condado de Lewis, Washington e as cidades de Kelso e Longview. O rio tem aproximadamente 170 km de comprimento total, não contando os afluentes.
Os principais afluentes do rio Cowlitz incluem o rio Cispus e o rio Toutle, que foi alcançado pela lama vulcânica (lahars) durante a erupção de maio de 1980 do Monte Santa Helena.